# Краснозаводск
Краснозаво́дск — город в Московской области России. Входит в Сергиево-Посадский городской округ.
Население города — 14 290 чел. (2024).

## География
Расположен на реке Кунье (приток Дубны, бассейн Волги), в 15 км к северу от города Сергиева Посада, в 7 км к северо-западу от ближайшей станции Бужаниново и в 88 км к северо-востоку от Москвы.

### Климат
Преобладает умеренно континентальный климат. Зимы морозные и продолжительные. Лето тёплое и короткое.
Среднегодовое количество осадков — 730 мм.

## История
Изначально — рабочий посёлок при Троицком Снаряжательном Заводе (основан 15 июля 1915 года, сейчас — Краснозаводский химический завод). Первоначально не имел никакого названия, после 1917 года назывался Возрождение, Загорский (по близости к городу Загорску — так назывался Сергиев Посад), Краснозаводский. В 1940 году преобразован в город районного подчинения Краснозаводск.
До 2000 года в составе города Краснозаводска учитывался рабочий посёлок Новостройка, расположенный в 3 км к юго-западу от Краснозаводска; в 2000 году посёлок Новостройка был преобразован в самостоятельный город районного подчинения Пересвет. В результате данного административного преобразования учитываемое Росстатом население города Краснозаводска сократилось более чем вдвое. По данным Росстата в 1998 году в городе жило 29,3 тыс. человек, переписью населения 2002 года было учтено лишь 13,5 тыс. (-54 %).На 2020 год численность составляет 12 800 чел.
В 2006—2019 годах являлся центром городского поселения Краснозаводск Сергиево-Посадского муниципального района. Город Краснозаводск вместе с деревнями Семёнково, расположенной в километре от города, и Рогачёво, расположенной в 2,5 километрах от города на старом Ярославском шоссе, были объединены в муниципальное образование городское поселение Краснозаводск. Обе деревни сохранили статус отдельных населённых пунктов.

## Население
| 1926    | 1939    | 1959    | 1967    | 1970    | 1979    | 1989    | 1992    | 1996    | 1998    |
| ------- | ------- | ------- | ------- | ------- | ------- | ------- | ------- | ------- | ------- |
| 900     | ↗13 382 | ↗19 523 | ↗21 000 | ↗25 394 | ↗27 371 | ↗29 786 | ↗29 900 | ↘29 400 | ↘29 300 |
| 2002    | 2003    | 2005    | 2006    | 2007    | 2009    | 2010    | 2011    | 2012    | 2013    |
| ↘13 549 | ↘13 500 | →13 500 | ↗13 600 | ↗13 700 | ↘13 643 | ↘13 392 | ↗13 400 | ↘13 365 | ↗13 621 |
| 2014    | 2015    | 2016    | 2017    | 2018    | 2019    | 2020    | 2021    | 2023    | 2024    |
| ↗13 639 | ↘13 515 | ↘13 397 | ↘13 297 | ↘13 076 | ↘12 927 | ↘12 800 | ↗14 639 | ↘14 432 | ↘14 290 |

Примечание. В 2000 году из подчинения Краснозаводска выведен рабочий посёлок Новостройка, который был преобразован в город Пересвет.
На 1 января 2025 года по численности населения город находился на 791-м месте из 1124 городов Российской Федерации.

## Промышленность
Градообразующее предприятие — Краснозаводский химический завод (КХЗ), ведущий российский разработчик и производитель патронов для гладкоствольных ружей 12, 16, 20 и 410 калибров; также выпускает парковые и высотные фейерверки, пиротехнические игрушки, а также некоторые промышленные товары (термитные патроны и шашки, железнодорожные петарды и пр.). Патроны КХЗ по результатам испытаний на Льежской и Бирмингемской испытательных станциях получили сертификаты соответствия требованиям Постоянной международной комиссии Брюссельской Конвенции по испытаниям ручного огнестрельного оружия. Система контроля качества КХЗ сертифицирована по стандарту ISO 9000.
В городе также есть производство стройматериалов. Работает чаеразвесочная фабрика «Мал Ком», на которой размещено российское производство чая марок Riston и Teekanne. На месте заброшенного хлебозавода сделали завод, который производит соки под брендами «ArtshAni» и «DarVita».

## Образование и культура
В городе есть Краснозаводский колледж (ранее — химико-технологический техникум, химико-механический колледж), две средние школы (№ 1 и № 7), музыкальная школа, Дворец культуры «Радуга». Есть Центр детского творчества и 5 детских садов.
Неподалёку от города — село Богородское, центр народного промысла.

## Достопримечательности
- Памятник воинам-землякам, погибшим в Великой Отечественной войне;
- Аллея Славы;
- Церковь Иверской иконы Божией Матери;
- Городской историко-краеведческий музей.

## Смерч
Вечером 3 июня 2009 года в Краснозаводске сложилась чрезвычайная ситуация — по территории города прошёл смерч.
Смерч возник в результате прохождения холодного фронта 3 июня 2009 года около 22 часов 15 минут по московскому времени рядом с городом Краснозаводском.
В начале образовалось несколько воронок смерча, которые затем объединились в одну, мощность которой достигала категории F3 (по 5-балльной шкале Фудзиты). Согласно ESWD, длина следа воронки составляла 2,1 км, её средняя ширина — 125 м, её максимальная ширина — 240 м, направление движения — SSE-NNW (юго-юго-восток — северо-северо-запад).
Зарождение воронки смерча также наблюдалось и на территории Москвы, около 21 часа по московскому времени.

### Последствия
В городе был почти полностью разрушен местный рынок, c 40 жилых многоквартирных домов были сорваны крыши, повреждены и разрушены балконы, выбиты стекла. В некоторых домах развалились стены. Смерч поднимал в воздух автомобили и торговые палатки, были повалены и вырваны с корнем деревья. Ущерб был нанесен и электросетям. Разрушения вызвали замыкания и пожары, в результате которых выгорело 9 квартир.
62 человека было ранено, 14 было госпитализировано, из них трое — в реанимацию. Общий ущерб, нанесённый Краснозаводску, был оценён в 170 миллионов рублей.
Подобный смерч считается достаточно редким явлением для подмосковного региона. Удар смерча 3 июня пришёлся на время, когда на улицах было много молодёжи, а маршрут прохождения воронки пришёлся на наиболее оживлённые улицы 50 лет Октября (по конечной остановке маршрутных такси и одной из наиболее населённых улиц города) и Новая (один из оживлённых маршрутов прогулки молодёжи).